# Мичаю (приток Лемъю)
Мичаю — река в России, протекает по Республике Коми.  Устье реки находится в 91 км по правому берегу реки Лемъю. Длина реки составляет 41 км. В 19 км от устья по правому берегу впадает река Медвежка.

## Данные водного реестра
По данным государственного водного реестра России относится к Двинско-Печорскому бассейновому округу, водохозяйственный участок реки — Печора от водомерного поста у посёлка Шердино до впадения реки Уса, речной подбассейн реки — бассейны притоков Печоры до впадения Усы. Речной бассейн реки — Печора.
Код объекта в государственном водном реестре — 03050100212103000061203.